# Сасанівська сільська рада
Сасані́вська сільська́ ра́да — адміністративно-територіальна одиниця та орган місцевого самоврядування в Шепетівському районі Хмельницької області. Адміністративний центр — село Сасанівка.

## Загальні відомості
Сасанівська сільська рада утворена в 1993 році.
- Територія ради: 1,915 км²
- Населення ради: 636 осіб (станом на 2001 рік)

## Населені пункти
Сільській раді підпорядковані населені пункти:
- с. Сасанівка
- с. Крачанівка

## Склад ради
Рада складається з 14 депутатів та голови.
- Голова ради: Семенюк Юрій Васильович

### Керівний склад попередніх скликань
| Прізвище, ім'я, по батькові | Основні відомості                                                 | Дата обрання | Дата звільнення |
| --------------------------- | ----------------------------------------------------------------- | ------------ | --------------- |
| Семенюк Юрій Васильович     | Сільський голова, 1980 року народження, освіта вища, безпартійний | 26.03.2006   | 31.10.2010      |
| Семенюк Юрій Васильович     | Сільський голова, 1980 року народження, освіта вища, безпартійний | 31.10.2010   |                 |

Примітка: таблиця складена за даними сайту Верховної Ради України

### Депутати
За результатами місцевих виборів 2010 року депутатами ради стали:

#### За суб'єктами висування
| Суб'єкт висування           | Кількість обраних депутатів | %    |
| --------------------------- | --------------------------- | ---- |
| Самовисування               | 5                           | 35,7 |
| Народна партія              | 4                           | 28,6 |
| Комуністична партія України | 3                           | 21,4 |
| Партія регіонів             | 2                           | 14,3 |

#### За округами
| № округу                    | Прізвище, ім'я, по батькові        | Дата визнання обраним | Освіта             | Партійна приналежність | Відомості про обраного депутата                                       |
| --------------------------- | ---------------------------------- | --------------------- | ------------------ | ---------------------- | --------------------------------------------------------------------- |
| Комуністична партія України |                                    |                       |                    |                        |                                                                       |
| 1                           | Мельник Світлана Миронівка         | 01.11.2010            | середня спеціальна | позапартійна           | Сасанівка магазин приватний підприємець, продавець                    |
| 5                           | Демчук Світлана Іванівна           | 01.11.2010            | середня спеціальна | позапартійна           | Сасанівський фельдшерсько-акушерський пункт, завідувач                |
| 11                          | Смалюк Галина Патрівна             | 01.11.2010            | середня спеціальна | позапартійна           | тимчасово не працює                                                   |
| Народна Партія              |                                    |                       |                    |                        |                                                                       |
| 2                           | Дячишина Тетяна Олександоівна      | 01.11.2010            | середня            | позапартійна           | тимчасово не працює                                                   |
| 8                           | Панчук Петро Євгенович             | 01.11.2010            | середня            | позапартійний          | тимчасово не працює                                                   |
| 9                           | Плахтій Галина Петрівна            | 01.11.2010            | середня спеціальна | позапартійна           | Сасанівська бібліотека, бібліотекар                                   |
| 13                          | Цибульська Валентина Ростиславівна | 01.11.2010            | середня            | позапартійна           | тимчасово не працює                                                   |
| Партія регіонів             |                                    |                       |                    |                        |                                                                       |
| 3                           | Панчук Наталія Петрівна            | 01.11.2010            | середня спеціальна | позапартійна           | Сасанівська сільська рада, секретар                                   |
| 6                           | Семенюк Антоніна Олексіївна        | 01.11.2010            | незакінчена вища   | позапартійна           | Крачанівська загальноосвітня школа I-III ст., вчитель молодших класів |
| Самовисування               |                                    |                       |                    |                        |                                                                       |
| 4                           | Возна Олена Володимирівна          | 01.11.2010            | вища               | позапартійна           | У відпустці по догляду за дитиною до з-х років                        |
| 7                           | Прохорчук Надія Анатоліївна        | 01.11.2010            | середня спеціальна | позапартійна           | пенсіонер                                                             |
| 10                          | Возний Сергій Васильович           | 01.11.2010            | середня спеціальна | позапартійний          | Крачанівська загальноосвітня школа I-III ст., бібліотекар             |
| 12                          | Шемелюк В'ячеслав Іванович         | 01.11.2010            | середня            | позапартійний          | приватний підприємець                                                 |
| 14                          | Фещук Вадим Вікторович             | 01.11.2010            | середня            | позапартійний          | тимчасово не працює                                                   |